# الموت الأسود في القرن الرابع عشر (كتاب)
الموت الأسود في القرن الرابع عشر هو كتاب لمؤلفه الألماني يوستوس هيكر. و هو طبيب و كاتب في مجال الطب. عنوان الكتاب بالألمانية هو Der schwarze Tod im vierzehnten Jahrhundert, و بالأنجليزية The black death in the 14th century.
ترجم الكتاب إلى اللغة الأنجليزية عاما واحد بعد نشره عام 1832. يتحدث الكتاب عن الموت الأسود 